# التعديلات الولاياتية بخصوص المساواة بالحقوق

الولايات التي أقر تعديلات بخصوص المساواة بالحقوق في الدساتير الخاصة بكل ولاية منها.

في الولايات المتحدة، أقرت الولايات تعديلات بخصوص المساواة بالحقوق (بالإنجليزية: state equal rights amendments، واختصارًا: ERAs) على دساتيرها لتوفر درجات مختلفة من الحماية القانونية ضد التمييز على أساس الجنس. مع أن البعض يعكس اللغة العريضة والضمانات الواردة في التعديل الفيدرالي المقترح بشأن المساواة في الحقوق، فإن البعض يشبه الآخر بشكل أوضح بند الحماية المتساوية في التعديل الرابع عشر.
يفرض معيار المراجعة الذي تطبقه المحكمة في تقييم دعوى بسبب العنصرية مستوى الحماية المكفولة، بتدرج من التدقيق شديد الصرامة، إلى المعيار المتوسط أو الأسس المنطقية للمراجعة بالحد الأدنى من الصرامة. تأخذ المحاكم بعين الاعتبار التاريخ والتطور التشريعي الفريد، والهدف، ووضع السياسة العامة والسوابق ذات الصلة، في تقرير نطاق الضمانات القانونية الممنوحة للتمييز على أساس الجنس، مما يؤدي إلى اختلافات بين فقه القانون الولاياتي والفيدرالي.
وجد قرار صادر عن المحكمة العليا أن دعاوى التمييز على أساس الجنس بموجب بند الحماية المتساوية في التعديل الرابع عشر تراجع وفق التدقيق المتوسط من المستوى الوسط، بناءً على تحليل المساواة الرسمي للسوابق الاتحادية. وفي حين أن بعض محاكم الولايات قد تبنت هذه القراءة في أحكام المساواة الخاصة بها، فإن معظم المحاكم الأخرى ذات الحقوق المتساوية أو لغة الحماية المتساوية اعتبرت هذه البنود تتطلب تدقيقًا صارمًا.

## الحماية الموسعة ضمن الولايات
بينما حُكمت حوالي عشرين ولاية بالأحكام المنصوص عليها في دساتير ولاياتها بتوسيع نطاق الحماية المكفولة للتمييز على أساس الجنس، ترجم البعض تعديلات الحقوق المتساوية لفرض نهج استبدادي تقريبًا أو لتطبيق تدقيق صارم. تتعارض جوانب معينة في كثير من الأحيان مع الحماية الفدرالية وهي مسائل تتعلق بقوانين الحياد الظاهري والتأثير المتباين، وإجراءات حكومية، حول اعتبار الجنس تصنيفاً مشبوهاً، ومعاملة مختلفة بسبب سمات بيولوجية فريدة من نوعها. على سبيل المثال، تتمتع ولايات مثل ولاية بنسلفانيا وكولورادو وواشنطن وماريلاند وماساشوستس ببعض من الحماية شديدة الصرامة، حيث قضت محاكمها بأن الغرض الأساسي من تعديلات مساواة الحقوق كان إلغاء استخدام الجنس لتمييز الحقوق وتخصيص المزايا. في ولايات أخرى، مثل نيومكسيكو، هنالك حظر تام لاستخدام التصنيفات التي تتضمن سمة جسدية مُمِيزَة تشير إلى الجنس أو تؤدي لتضرر النساء أو الرجال.

### الحكومة مقابل العمل الخاص
طبقت ضمانات التعديل الرابع عشر فقط على الإجراءات التي تنفذها الجهات الفاعلة الحكومية، ولم تشمل الإجراءات التمييزية الخاصة شمولًا كاملًا. ترجمت بعض الولايات تعديلات مساواة الحقوق بمنع التمييز على أساس الجنس المُمارس من قبل الكيانات خاصة وكذلك الجهات الفاعلة الحكومية، موسعةً بذلك نطاق الحماية.

### التأثير المتباين
تتعامل المحاكم مع أي إجراء يتم الاعتراض عليه بشكل مختلف إذا كان محايدًا بما يخص الجنس، أو لا يتضمن أي استخدام صريح لتصنيفات جنسية، ولكنه يؤدي إلى تأثير سلبي غير مناسب يثقل الحمل على أحد الجنسين أكثر من الآخر. كما حُكِم في قضية قرية أرلنغتون هايتس ضد شركة متروبوليتان للإسكان والتطوير، يرفض الفقه القانوني الفدرالي تطبيق التدقيق المتوسط الأكثر وقائية على الأفعال المحايدة جنسانياً دون دليل مباشر على أن هدف الفعل هو التمييز على أساس الجنس. في المقابل، ترجمت محاكم بعض الولايات التعديلات فيما يخص مساواة الحقوق بالحماية حتى من الأفعال المحايدة جنسياً لكن لها تأثير سلبي غير مناسب لأحد الجنسين من خلال تطبيق أشد معايير المراجعة.

## الولايات التي تتبنى النموذج الفيدرالي للمساواة
ترجم عدد قليل من الولايات التعديلات فيما يخص مساواة الحقوق على أنها تفرض درجة من الحماية تماثل لدرجة كبيرة الضمانات الفدرالية ضد التمييز على أساس الجنس. على سبيل المثال، أقرت محاكم فرجينيا ورود آيلاند وفلوريدا ويوتا بأن دساتيرها تنص فقط على معيار متوسط للمراجعة، عاكسةً بذلك تحليل بند الحماية المتساوية.
في استنتاج أن الحماية المتساوية في الدستور ليست كتعديلات الحقوق المتساوية تماماً، قبلت محاكم رود آيلاند بالتدقيق من المستوى المتوسط، منوهةً إلى التاريخ الفريد والهدف من الهيئة التشريعية كمبرر.قالب:Huh